# 茲沃尼哈
48°59′10″N 28°34′8″E / 48.98611°N 28.56889°E
茲沃尼哈（羅馬化：Dzvonykha）是烏克蘭的村落，位於該國西南部文尼察州，由文尼察區負責管轄，始建於1393年，面積27.79平方公里，海拔高度253米，2001年人口375，人口密度每平方公里13.49人。